# Pochampalle
Pochampalle es una ciudad censal situada en el distrito de Yadadri Bhuvanagiri en el estado de Telangana (India). Su población es de 12972 habitantes (2011). 

## Demografía
Según el censo de 2011 la población de Pochampalle era de 12972 habitantes, de los cuales 6574 eran hombres y 6398 eran mujeres. Pochampalle tiene una tasa media de alfabetización del 72,98%, superior a la media estatal del 67,02%: la alfabetización masculina es del 83,47%, y la alfabetización femenina del 62,22%